# Ablabera setosa
Ablabera setosa är en skalbaggsart som beskrevs av Frey 1960. Ablabera setosa ingår i släktet Ablabera och familjen Melolonthidae. Inga underarter finns listade i Catalogue of Life.